# Koritno, Bled
Koritno je naselje v Občini Bled. Vas leži na robu rečno - ledeniške terase, zahodno od struge Save Dolinke, jugovzhodno od Bleda.

## Ljudje povezani s krajem
- Jakob Bernard, narodni heroj